# 國基資訊科技
國基資訊科技集團有限公司，簡稱國基資訊科技集團、國基資訊科技，以及國基資訊（英語：Sino InfoTech Holdings Limited，港交所除牌時0205.HK），在1997年7月25日，由寶雅科技集團有限公司更名而來，當時經營電子商貿解決方案。而前身為「國基控股有限公司」。
在1997年更名前，已故葉劍英兒子葉選平，收購本公司股權，把原有電子拓展電子商貿，但長期效益欠佳，加上業務競爭加劇，於是2002年，收購「財訊廣告集團」股權，而在2003年7月18日，更名為財訊傳媒集團有限公司至今。

## 連結
- SEEC-Media.com.hk（页面存档备份，存于）